# Хамфри, Терин
Терин Хамфри (англ. Terin Marie Humphrey; род. 14 августа 1986, Сент-Джозеф) — американская гимнастка (спортивная гимнастика). Чемпионка мира 2003 года в командном первенстве. Двукратная серебряная медалистка Олимпийских игр 2004 года — в командном первенстве и на брусьях.